# Lopezus disparilis
Lopezus disparilis är en insektsart som beskrevs av Navás 1932. Lopezus disparilis ingår i släktet Lopezus och familjen myrlejonsländor. Inga underarter finns listade i Catalogue of Life.